# ムカゴニンジン
ムカゴニンジン（零余子人参、学名: Sium ninsi）は、セリ科ムカゴニンジン属の多年草。

## 特徴
根は白くて太く、数個が束状にでる。茎は直立し、多く分枝し、高さは30-100cmになり、細い緑色で稜線がある。葉は互生し、下部のものは3-7個からなる奇数羽状複葉であるが、上部のものは3出複葉となる。小葉に小葉柄はほとんどなく、円形から細長い線形へと変化し、長さ1-8cm、幅2-10mmになり、縁に鋸歯がある。葉柄の基部は葉鞘となって茎を抱く。葉腋に珠芽ができる。
花期は9-10月。細長い枝先に複散形花序をつけ、小さい白色の花をつける。複散形花序の径は2-4cmになる。萼歯片はごく小さい。花弁は5個で先端が爪のように内側に曲がる。複散形花序の下の総苞片および小花序の下の小総苞片は披針形で小さく、反曲して下に垂れる。雄蕊は5個あり、子房は下位で、花柱は2個ある。果実は長さ2mmの卵球形になり、2個の分果からなり、分果に脈状の隆起線があり、横断面は五角形になる。油管は約11個あり、分果の隆起線の下にも存在する。
秋に葉腋に珠芽ができて、発芽し、落下して新苗をつくる。葉腋にあるうちから発芽しているものもある。

## 分布と生育環境
日本では、北海道、本州、四国、九州に分布し、日当たりの良い湿地、休耕田、池や沼の周辺の湿った場所、水中に生育する。世界では、朝鮮半島、中国大陸に分布する。

## 名前の由来
和名ムカゴニンジンは、「零余子人参」の意で、葉腋に珠芽（零余子）ができ、根は白くて太く、朝鮮人参に似ることによる。1856年（安政3年）に出版された飯沼慾斎の『草木図説』に「ムカゴニンジン」の項があり、「葉腋ニ零余子ノ如キ小珠ヲ生シ。後落テ新苗ヲナス。ソノ新苗ノ葉ハ。多ハ三裂。尤モミツバゼリノ葉ノ如シ。此一殊性アツテ又舊根指ノ如ク殆ト人参ノ形アルヲ以テ。ムカゴ人参ノ名ヲ得」とある。
太い根は食用にすることができる。ヨーロッパでは根を食用にするするため栽培されていた。
種小名（種形容語）ninsi は、和名「ニンジン」の略形。

## ギャラリー

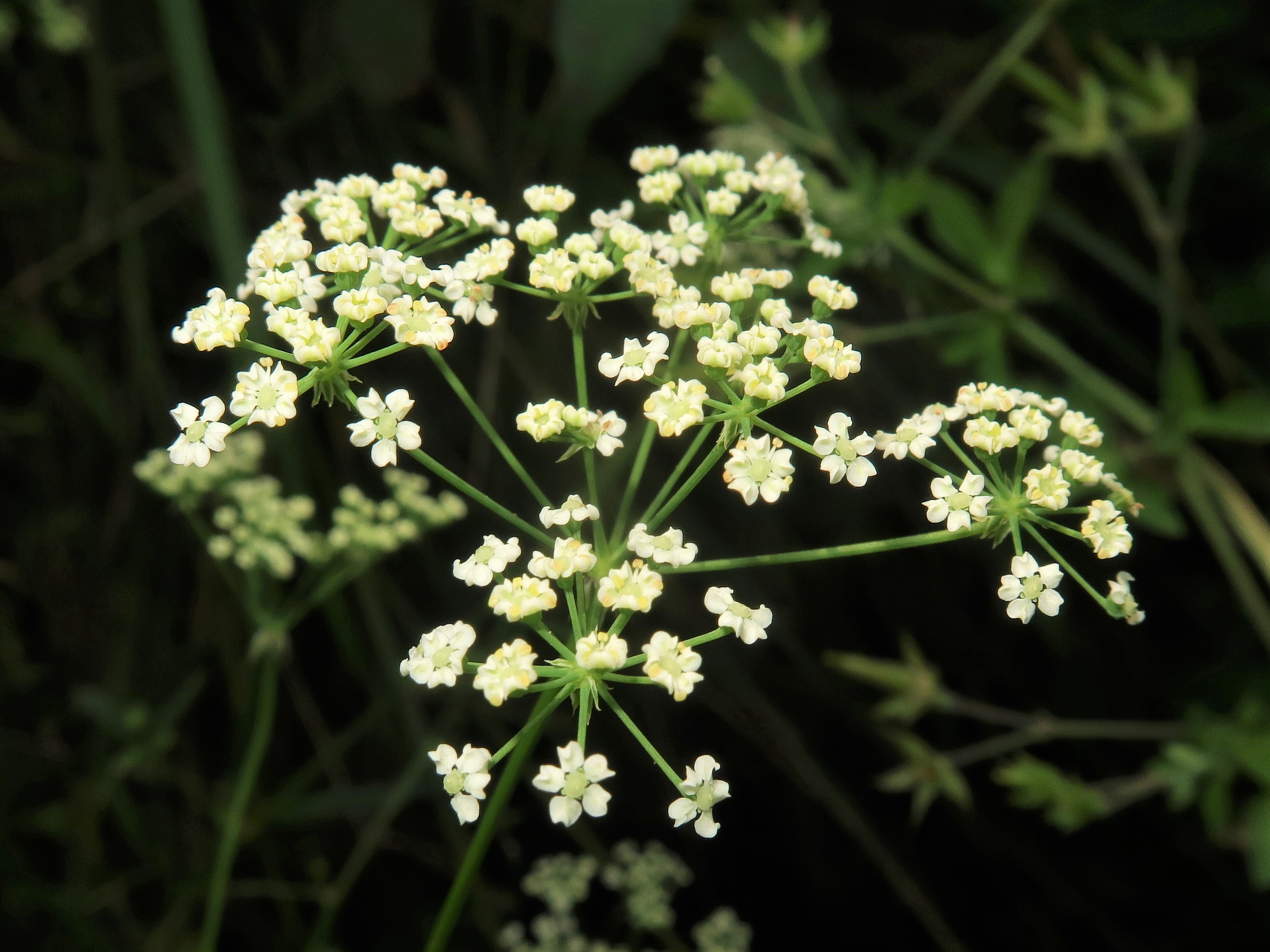
複散形花序の径は2-4cmになる。花弁は5個で先端が爪のように内側に曲がる。
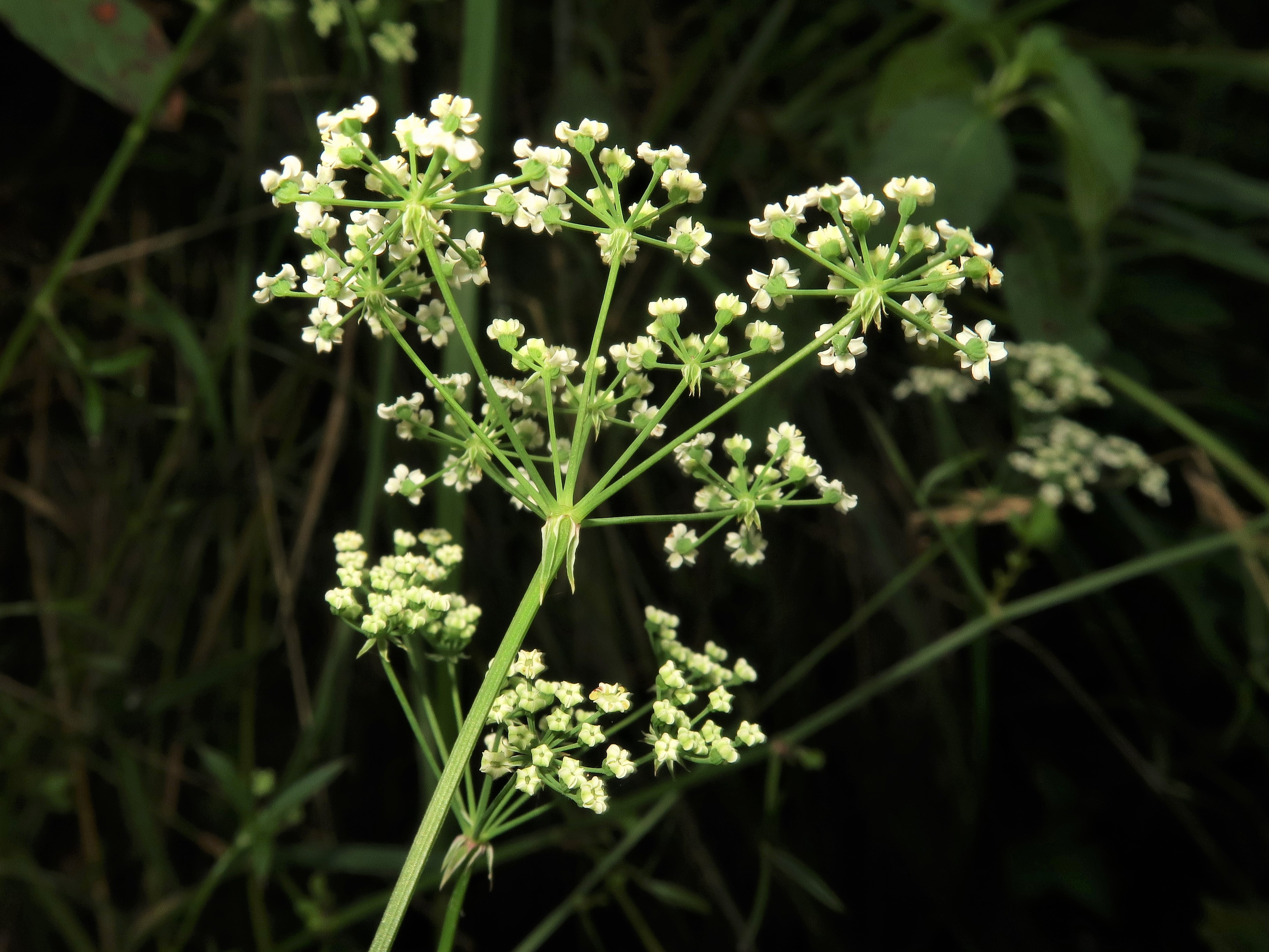
複散形花序の下の総苞片および小花序の下の小総苞片は披針形で小さく、反曲して下に垂れる。
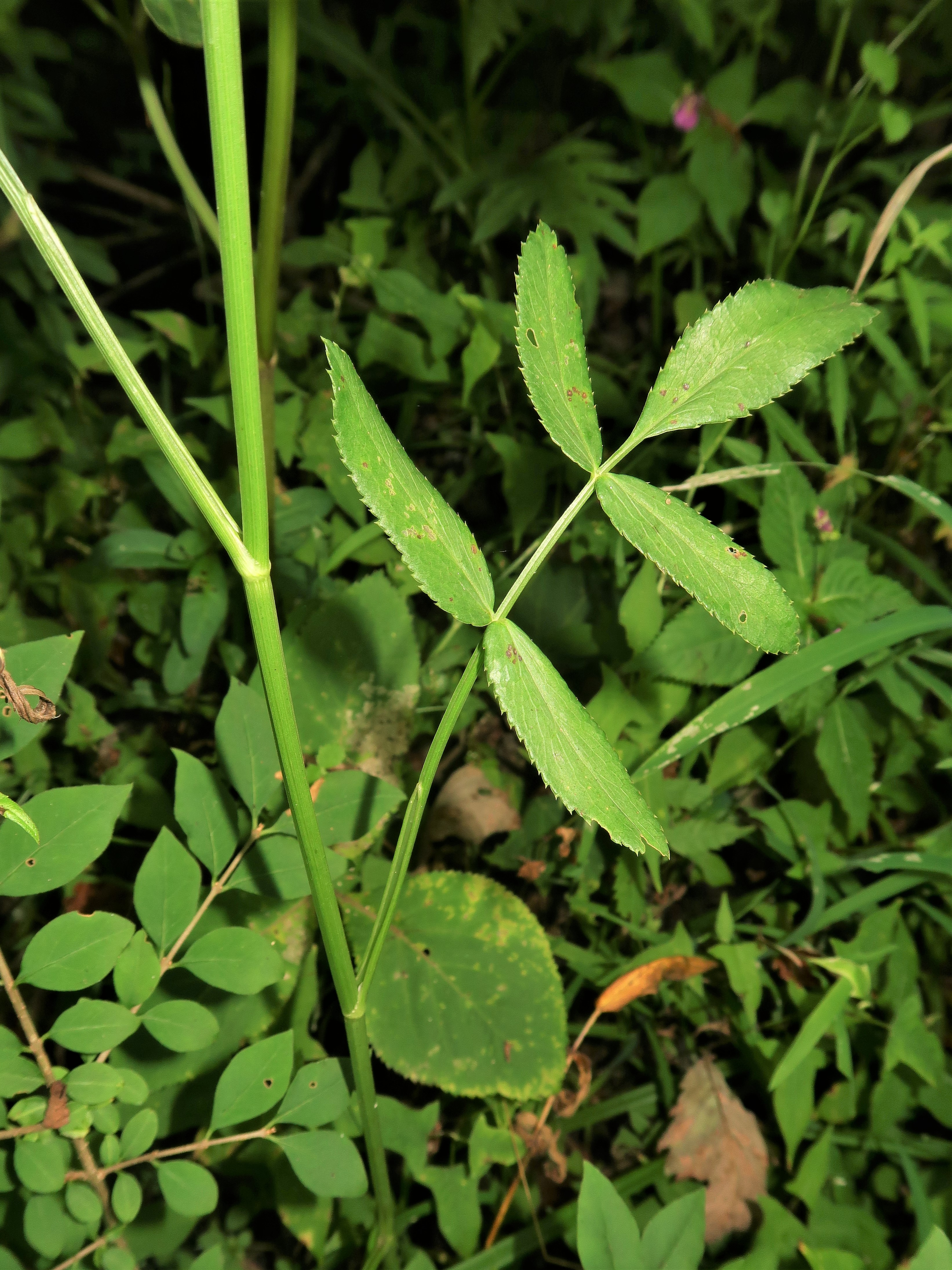
茎の下部につく葉。5個からなる羽状複葉。
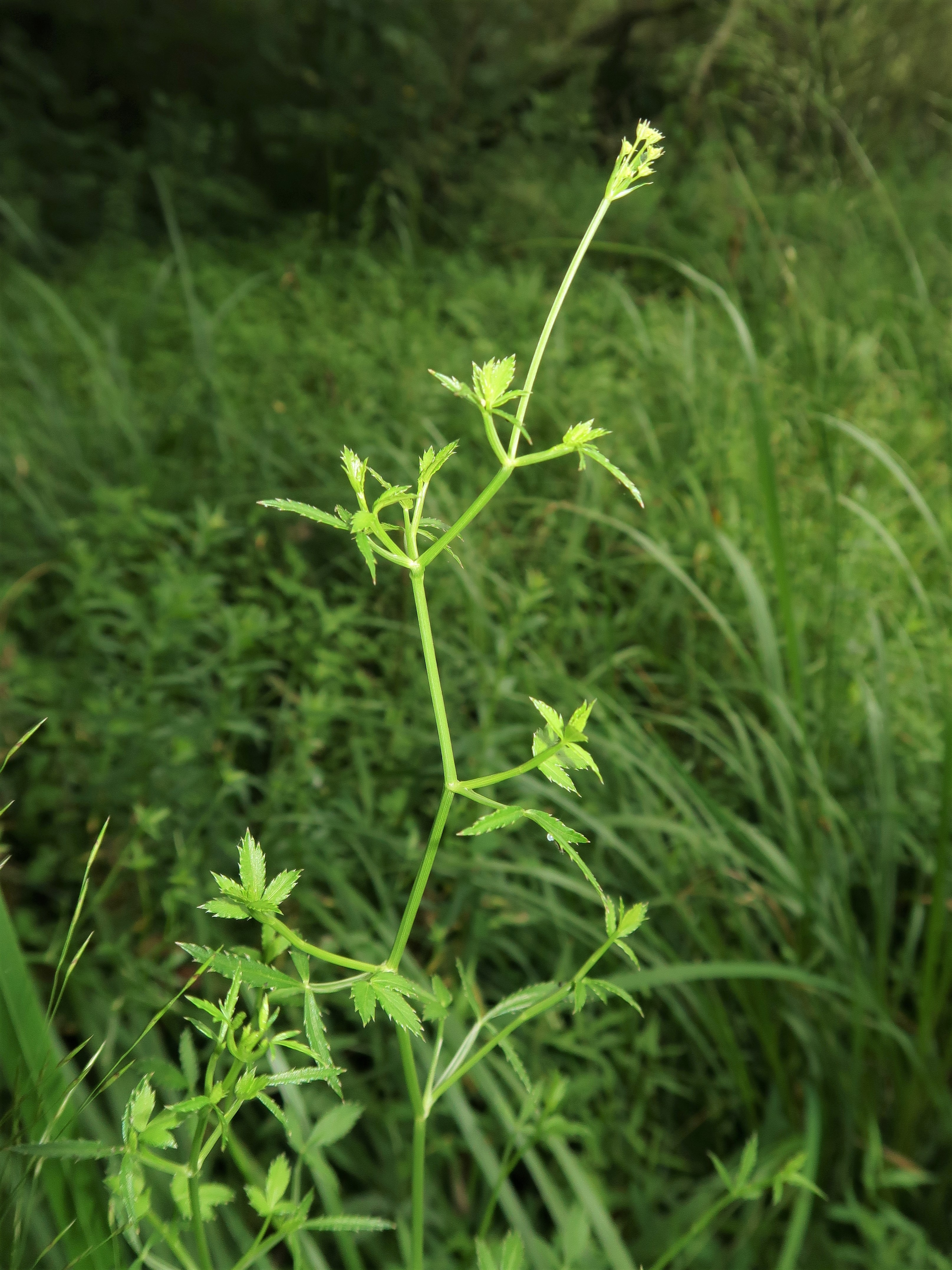
茎の中部につく葉は3出複葉になる。花序ができたばかりの時期で、まだ葉腋に珠芽がついていない。8月中旬。
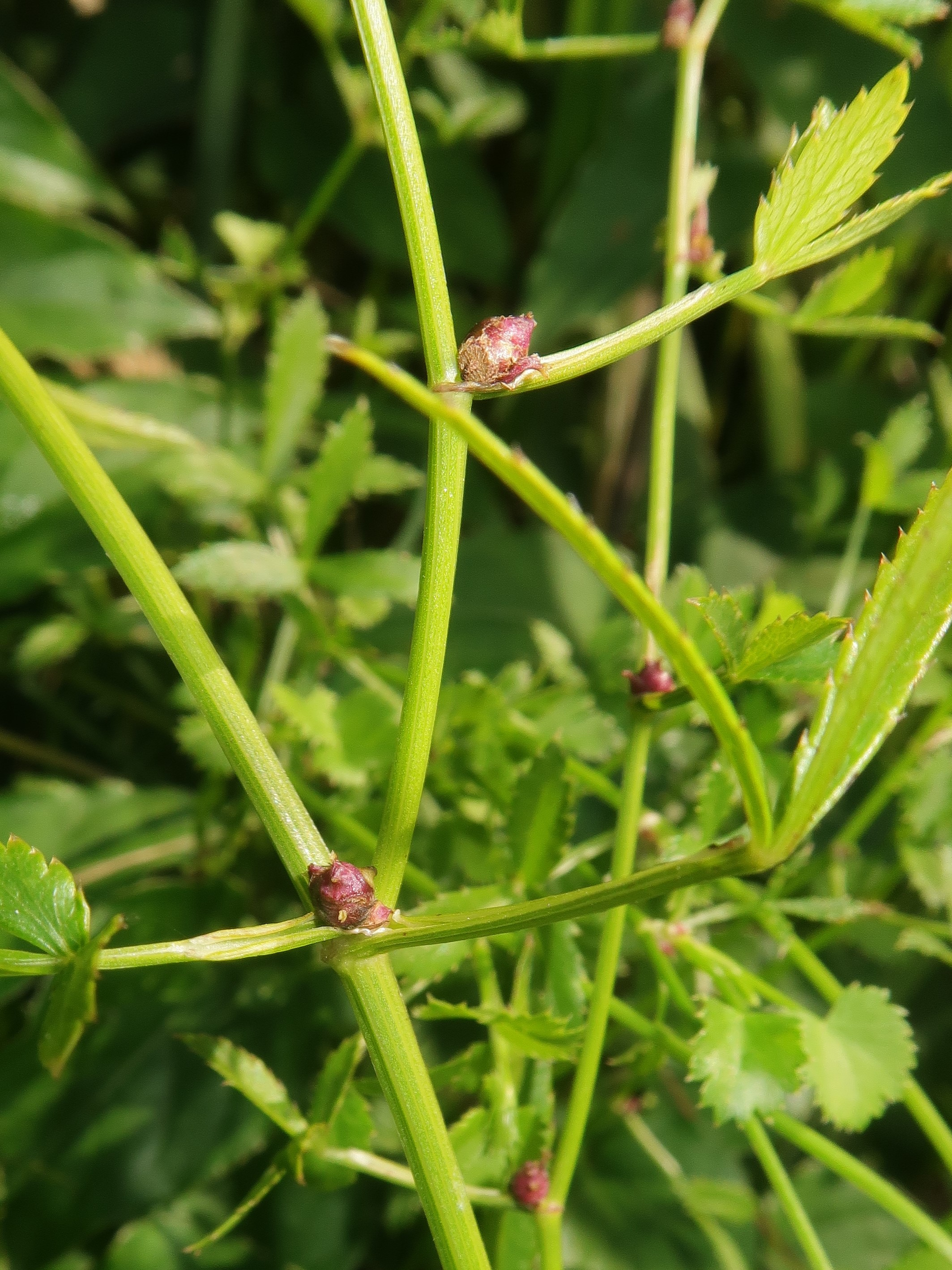
葉腋につく珠芽。
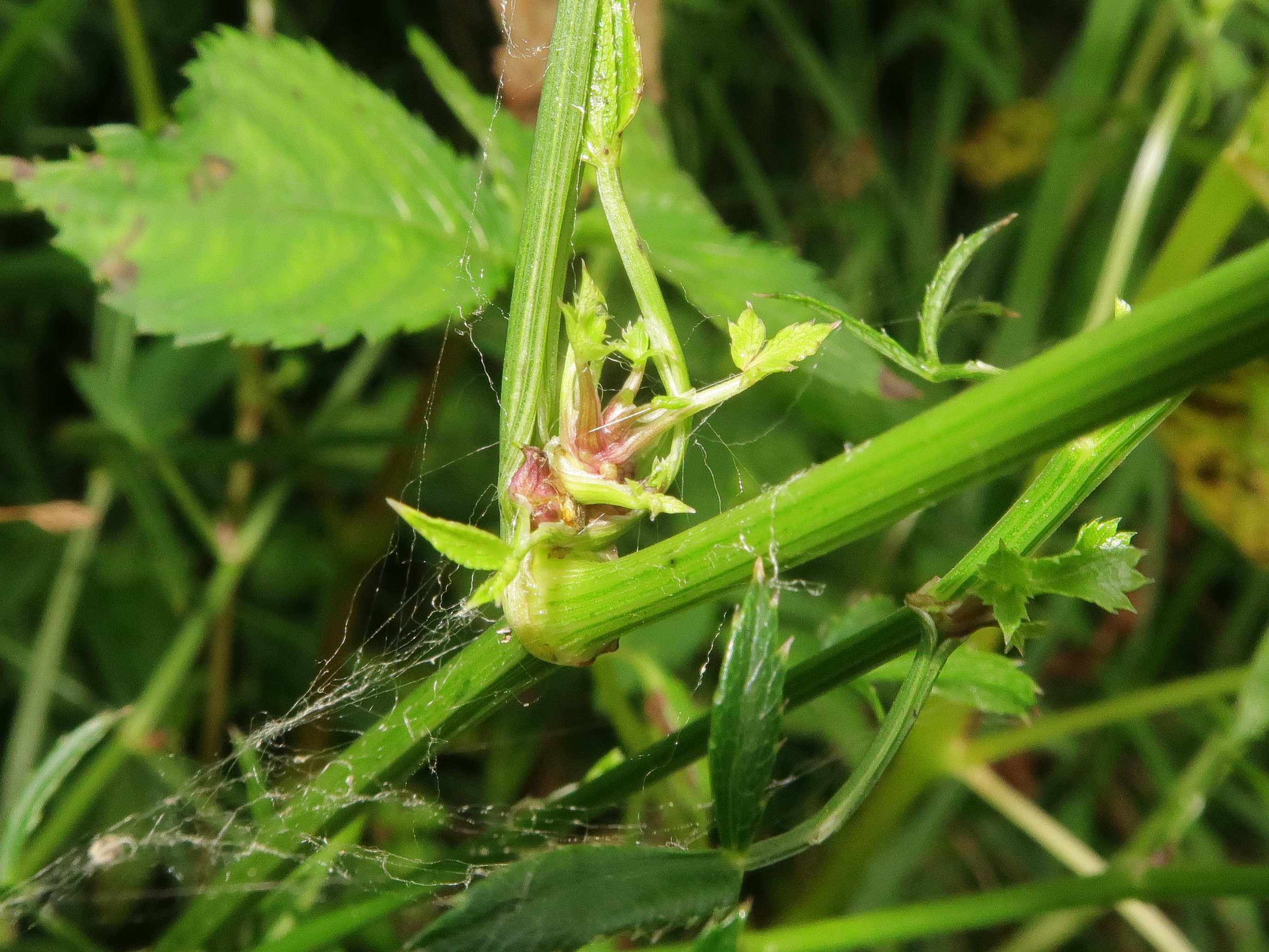
葉腋にあるうちから発芽しているものもある。
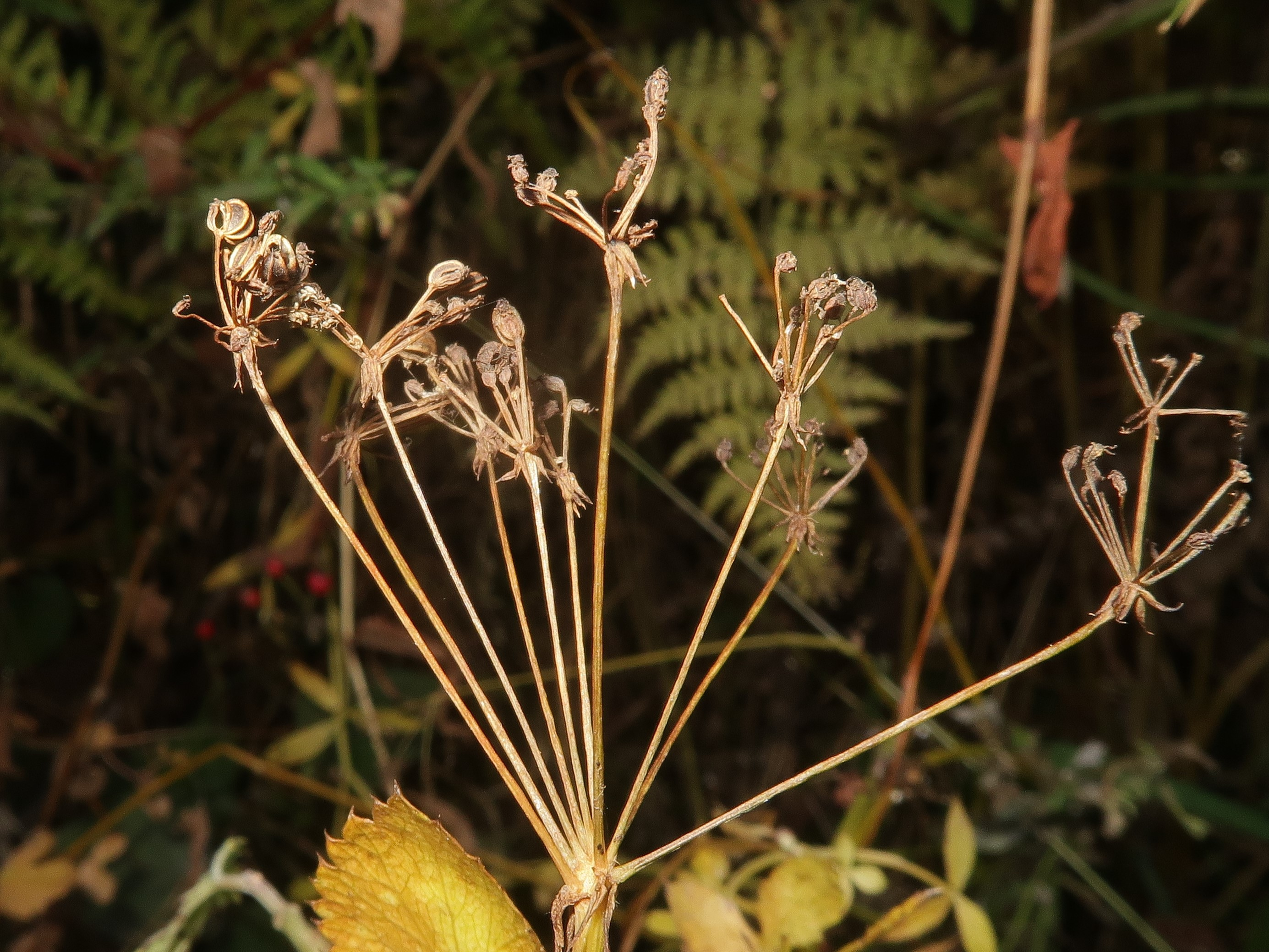
分果に脈状の隆起線がある。

## 近縁種
タニミツバ Sium serra (Franch. et Sav.) Kitag. (1941) - ムカゴニンジンと同属。茎は中空で無毛で高さ60-80cmになる。下部の小葉は3-5個の奇数羽状複葉、上部は3出複葉でムカゴニンジンより大きい。葉腋に珠芽はできない。複散形花序はまばらに3-5個の小花序をつける。油管は約15個ある。ムカゴニンジンは日当たりの良い湿地などに生えるが、タニミツバは山地の谷間の木陰の水辺にまれに生育する。日本固有種で、本州の中部地方・関東地方・東北地方の太平洋側と北海道に分布する。